# Carebara brevipilosa
Carebara brevipilosa  (лат.) — вид очень мелких муравьёв рода Carebara из подсемейства Myrmicinae (Formicidae). Неотропика: Бразилия, Колумбия, Коста-Рика, Мексика, Панама, Никарагуа, Гондурас (в дождевых лесах на высотах 50–1050 м).

## Описание
Мелкие муравьи желтовато-оранжевого цвета. У мелких рабочих бока головы выпуклые, а задний край почти прямой.
Длина тела рабочих составляет около 2 мм (солдаты не обнаружены), длина головы рабочих равна 0,32-0,33 мм (ширина головы — 0,31-0,32 мм). Усики рабочих состоят из 11 члеников и имеют булаву из двух вершинных сегментов. Проподеум угловатый, с двумя шипиками на заднегрудке. Скапус короткий, длина его у рабочих равна 0,20—0,21 мм. Мандибулы с 4 зубцами. Глаза очень мелкие (у рабочих состоят из 1 омматидия). Стебелёк между грудкой и брюшком состоит из двух члеников: петиолюса и постпетиолюса (последний четко отделен от брюшка), жало развито, куколки голые (без кокона).

## Систематика и этимология
Вид был впервые описан в 2004 году колумбийским мирмекологом Ф. Фернандесем (Fernández, 2004). Валидный статус Carebara brevipilosa подтверждён в 2014 году в ходе ревизии американскими мирмекологами Джорджем Фишером (Georg Fischer; Entomology, California Academy of Sciences, Сан-Франциско, США), Франком Азорза (Frank Azorsa; División de Entomologia, Centro de Ecologia y Biodiversidad, Лима, Перу) и Брайном Фишером (Brian Fisher; Department of Biological Sciences, San Francisco State University, Сан-Франциско). Относят к видовой группе polita species group и трибе Solenopsidini (или Crematogastrini). Таксон Carebara brevipilosa близок к виду Carebara urichi, с которым они являются единственными представителями своей видовой группы в Неотропическом регионе. Carebara brevipilosa отличается более слабой скульптурой (без грубых морщинок) промезонотума, которая у C. urichi сильнее развита, а также короткими и прижатыми щетинками голеней средних ног (у вида C. urichi там длинные отстоящие волоски).